# Qin Dongya
Qin Dongya (chinesisch 秦东亚; * 3. Oktober 1979 in Liaoyang) ist eine ehemalige chinesische Judoka, die 2004 Olympiadritte in der Gewichtsklasse bis 70 Kilogramm war.
Die 1,72 m große Qin Dongya gewann 1999 die Silbermedaille bei den Asienmeisterschaften, bei den Weltmeisterschaften 1999 belegte sie den siebten Platz. Bei den Olympischen Spielen 2000 in Sydney schied sie in der ersten Runde gegen die Tunesierin Nesria Traki aus. 2001 gewann sie den Titel bei der Universiade in Peking. Im Finale der Asienspiele 2002 bezwang sie die Südkoreanerin Bae Eun-hye. Bei den Judo-Weltmeisterschaften 2003 unterlag Qin Dongya im Achtelfinale der Britin Kate Howey. Nach drei Siegen in der Hoffnungsrunde verlor die Chinesin den Kampf um eine Bronzemedaille gegen die Niederländerin Edith Bosch.
Bei den Olympischen Spielen 2004 in Athen unterlag Qin Dongya im Achtelfinale der Deutschen Annett Böhm. Mit Siegen in der Hoffnungsrunde über die Kanadierin Catherine Roberge, die Spanierin Cecilia Blanco und die Australierin Catherine Arlove sicherte sich Qin Dongya eine Bronzemedaille. 2005 siegte sie bei den Militärweltmeisterschaften, wobei sie dort im Halbschwergewicht antrat. Bei den Asienspielen 2006 gewann sie noch einmal eine Bronzemedaille. 2007 siegte sie mit dem chinesischen Team bei den Mannschaftsweltmeisterschaften, für die Olympischen Spiele 2008 in Peking konnte sie sich nicht mehr qualifizieren.